# Vorwerk Cospoth

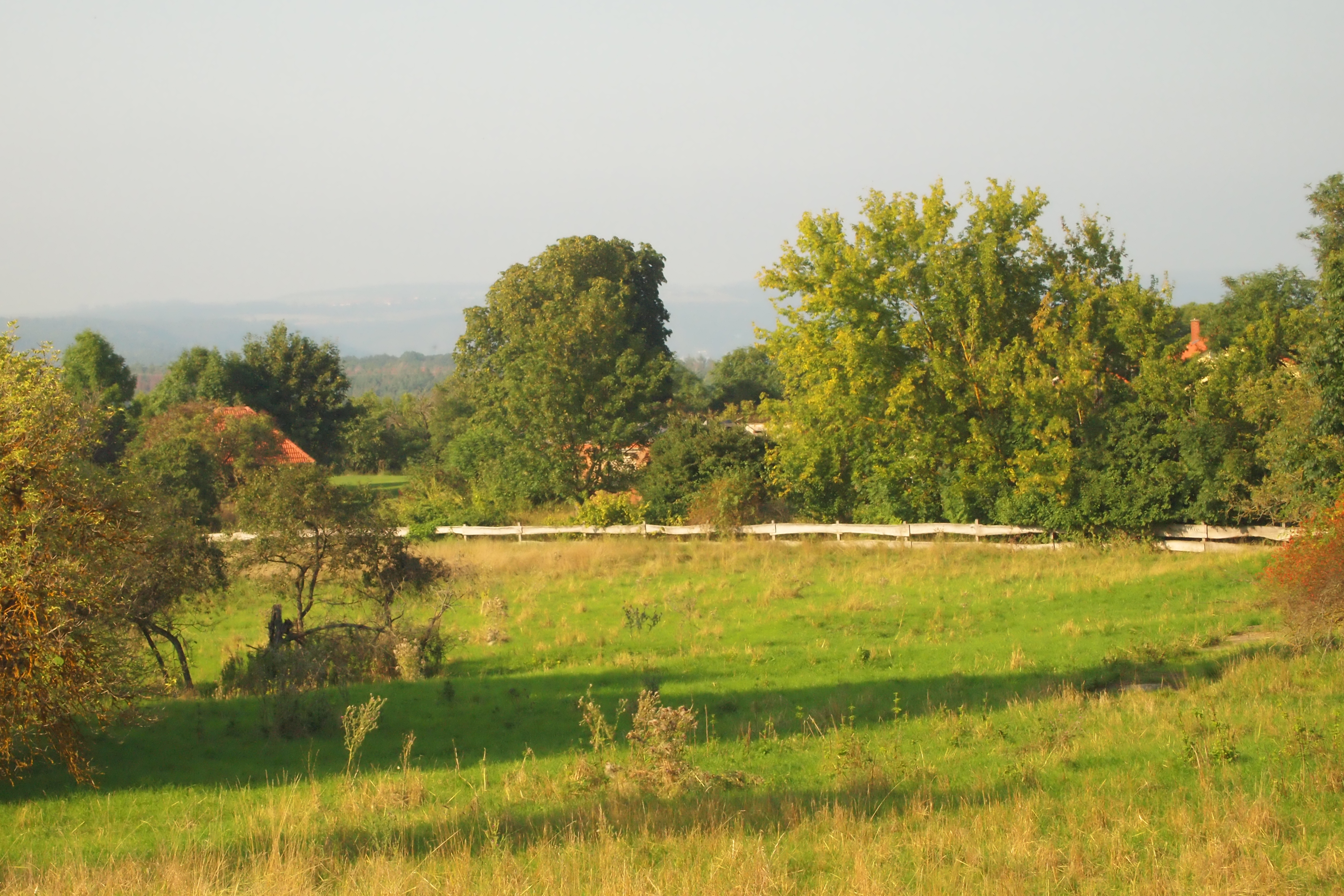
Das Vorwerk Cospoth von Süden gesehen

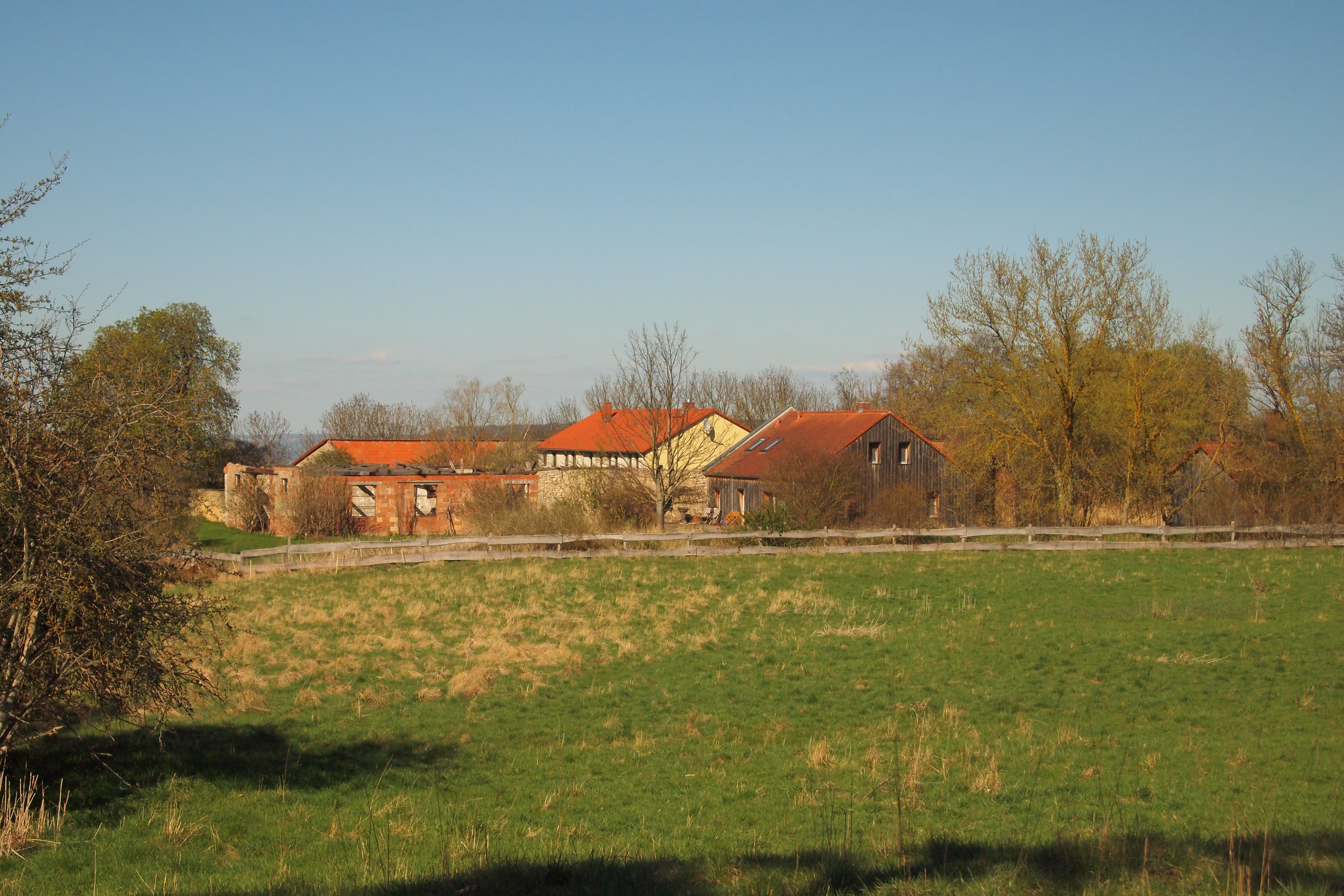
Gebäude des Vorwerkes Cospoth bei unbelaubten Bäumen

Das Vorwerk Cospoth (auch Kospoth) ist ein zum Ortsteil Winzerla der kreisfreien Stadt Jena in Thüringen gehörendes Vorwerk.

## Lage und Verkehrsanbindung
Das Vorwerk liegt am südwestlichen Rand der Jenaer Scholle, eines Muschelkalk-Plateaus beiderseits der Saale, westlich von Göschwitz und südwestlich von Winzerla abgelegen auf etwa 385 Meter über NN und nahe der Stadtgrenze. Es ist nur über unbefestigte Straßen und Wege zu erreichen. Die Gebäude sind fast völlig von hohen und dichten Bäumen verdeckt und erst aus nächster Nähe erkennbar. Der kürzeste Weg nach Winzerla (bis zur Rudolstädter Straße) entspricht mit etwa 2,3 km fast der Luftlinie, enthält jedoch rund 210 Meter Höhenunterschied und führt auf mehr als 400 Metern über einen historischen Fahrweg mit Felsuntergrund und etwa 20 % Längsneigung. Mit Kraftfahrzeugen muss über Oßmaritz gefahren werden; die Entfernung zum Jenaer Stadtzentrum beträgt dabei etwa 10 km.

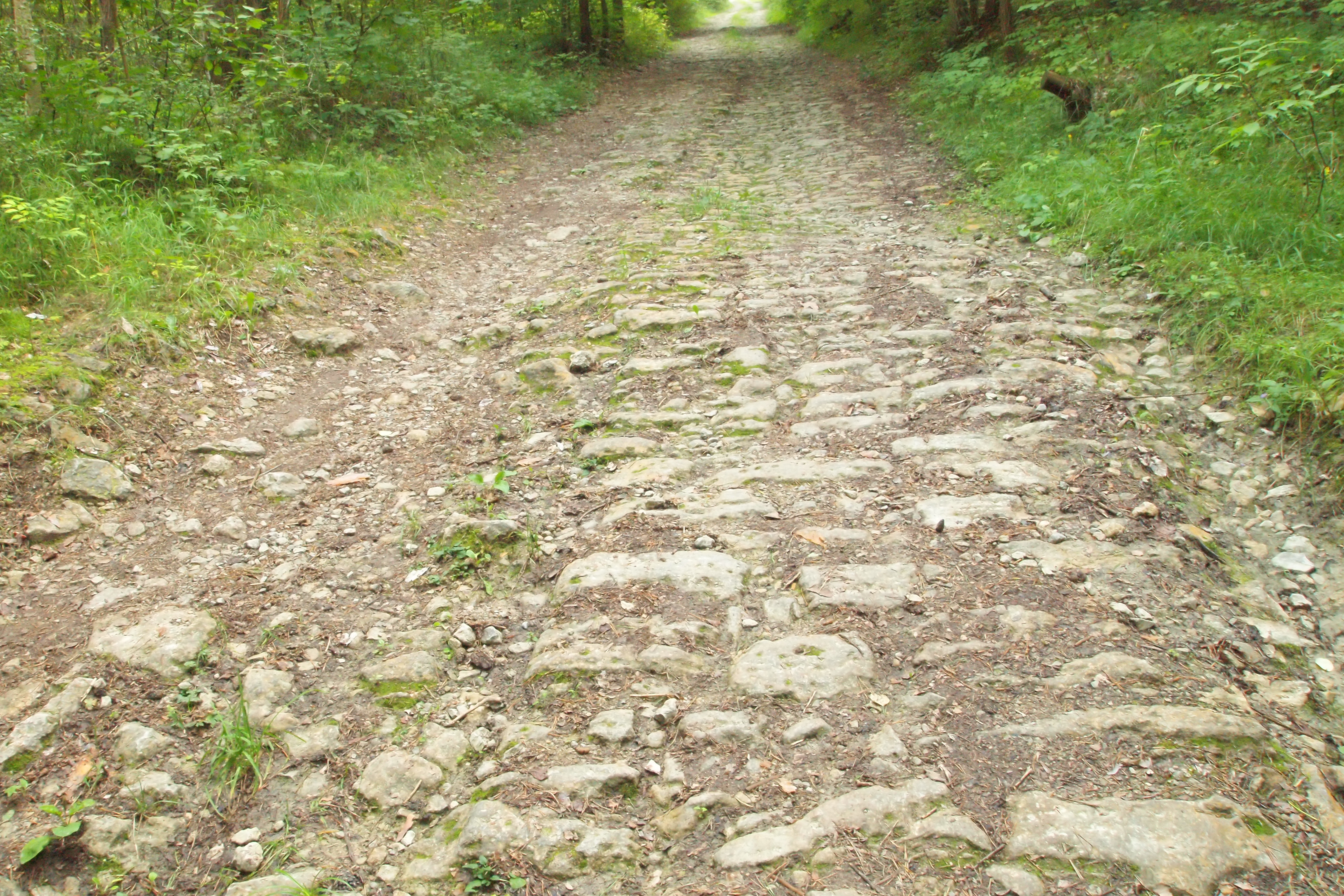
Historischer Fahrweg von Winzerla zum Cospoth mit uraltem Pflaster

## Geschichte
Das Vorwerk befindet sich an der Stelle der ehemaligen Wüstung Dürrengleina (nicht zu verwechseln mit dem Ort Dürrengleina im Saale-Holzland-Kreis). Es wurde auf Veranlassung des Burgauer Adligen Friedrich von Kospoth angelegt, der um 1700 den halben Anteil dieser Liegenschaft erworben hatte.
In den 1970er und 1980er Jahren waren die Wohngebäude in schlechtem Zustand und nur zeitweise bewohnt; die heute ruinösen Stallgebäude wurden von der LPG Bucha als Schafställe genutzt. Seit den 1990er Jahren hat das Vorwerk wieder ständige Einwohner.

## Umgebung
Um das Vorwerk erstreckt sich eine abwechslungsreiche Landschaft mit Feldern, Wiesen sowie Waldstreifen und -flächen, die als Wander- und Mountainbike-Gebiet genutzt wird. Ein großer Teil davon gehört zum Naturschutzgebiet Leutratal und Cospoth.
Etwa 300 m südöstlich des Vorwerks befindet sich eine ebenfalls als Cospoth bezeichnete, mit Gras und Wacholder bewachsene Kuppe, die mit 399 m über NN den höchsten Punkt des Stadtkreises Jena bildet. Die dort seit Jahrzehnten installierten funktechnischen Anlagen machen den Ort weithin erkennbar. In den 1960er Jahren entstanden auf dem Cospoth ein mit Holz verschalter B-Turm (Nr. 10B2) für das Richtfunknetz der SED und etwa 400 m nordöstlich davon ein kleiner Betonbunker für Sicherungskräfte des MdI; das umliegende Gelände war bis zur Überführung der Anlagen in öffentliche Nutzung (1984) nicht frei zugänglich. Nach 1990 wurde der Holzturm durch einen 86 m hohen Fernmeldeturm aus Stahlbeton mit Funktionsgebäude ersetzt (siehe Liste der Typentürme der Deutschen Funkturm GmbH), der jedoch keine Aussichtsplattform besitzt. Etwa 900 m östlich des Turmes erreicht man den Steilhang des ehemaligen Steinbruches am Mönchsberg.

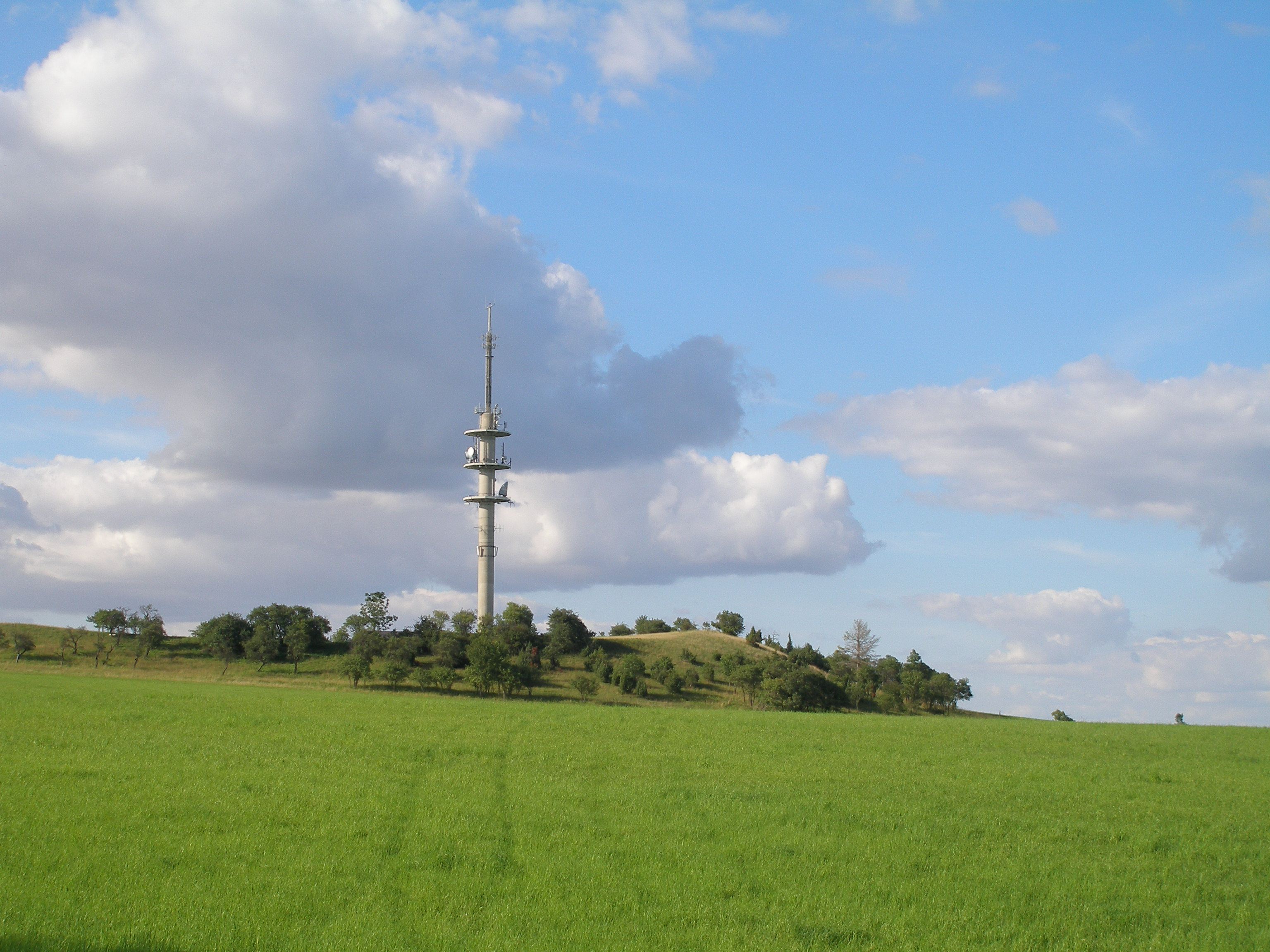
Funkturm und Cospoth-Gipfel von Süden gesehen
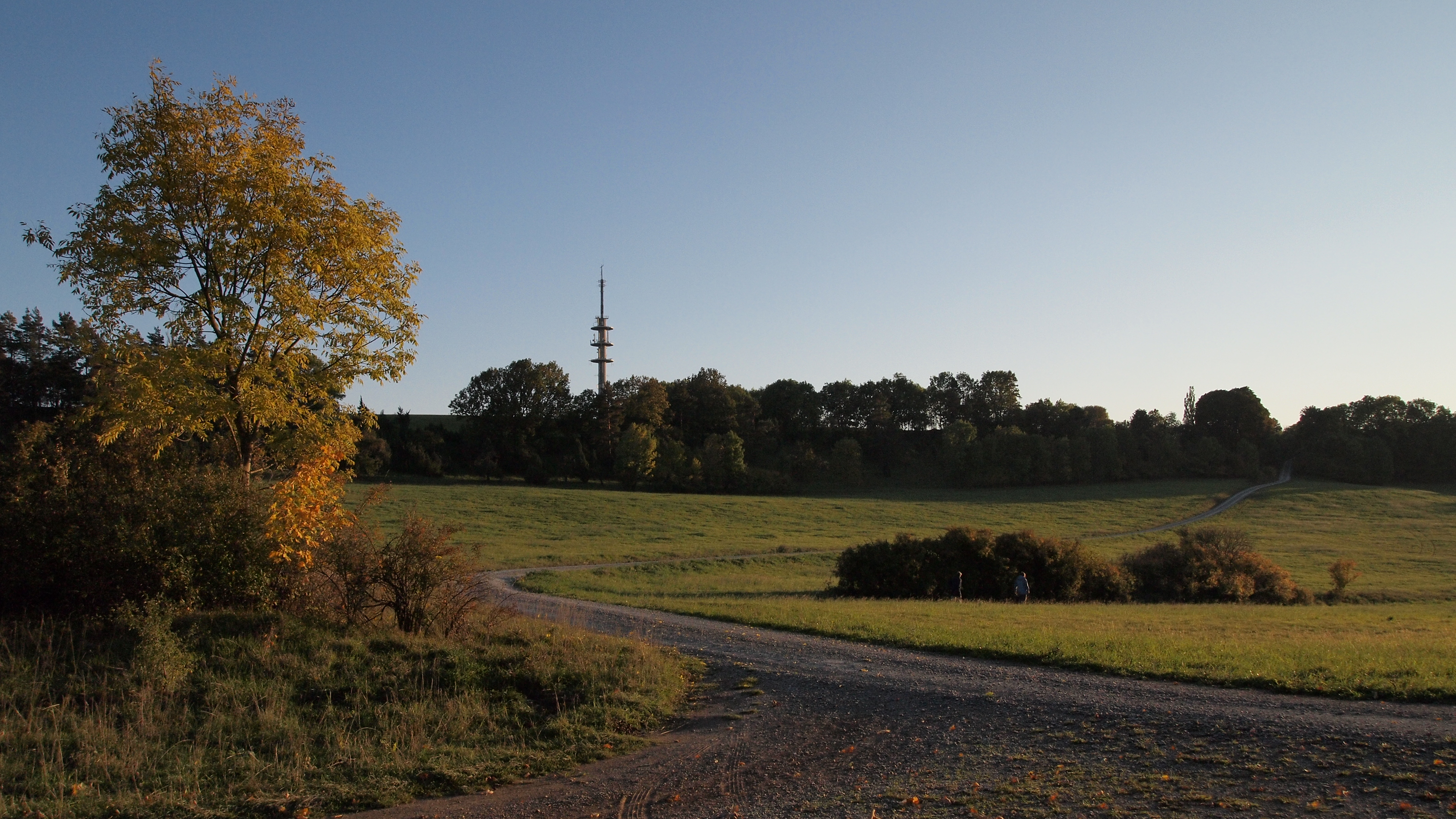
Funkturm und Vorwerk aus Richtung Winzerla gesehen
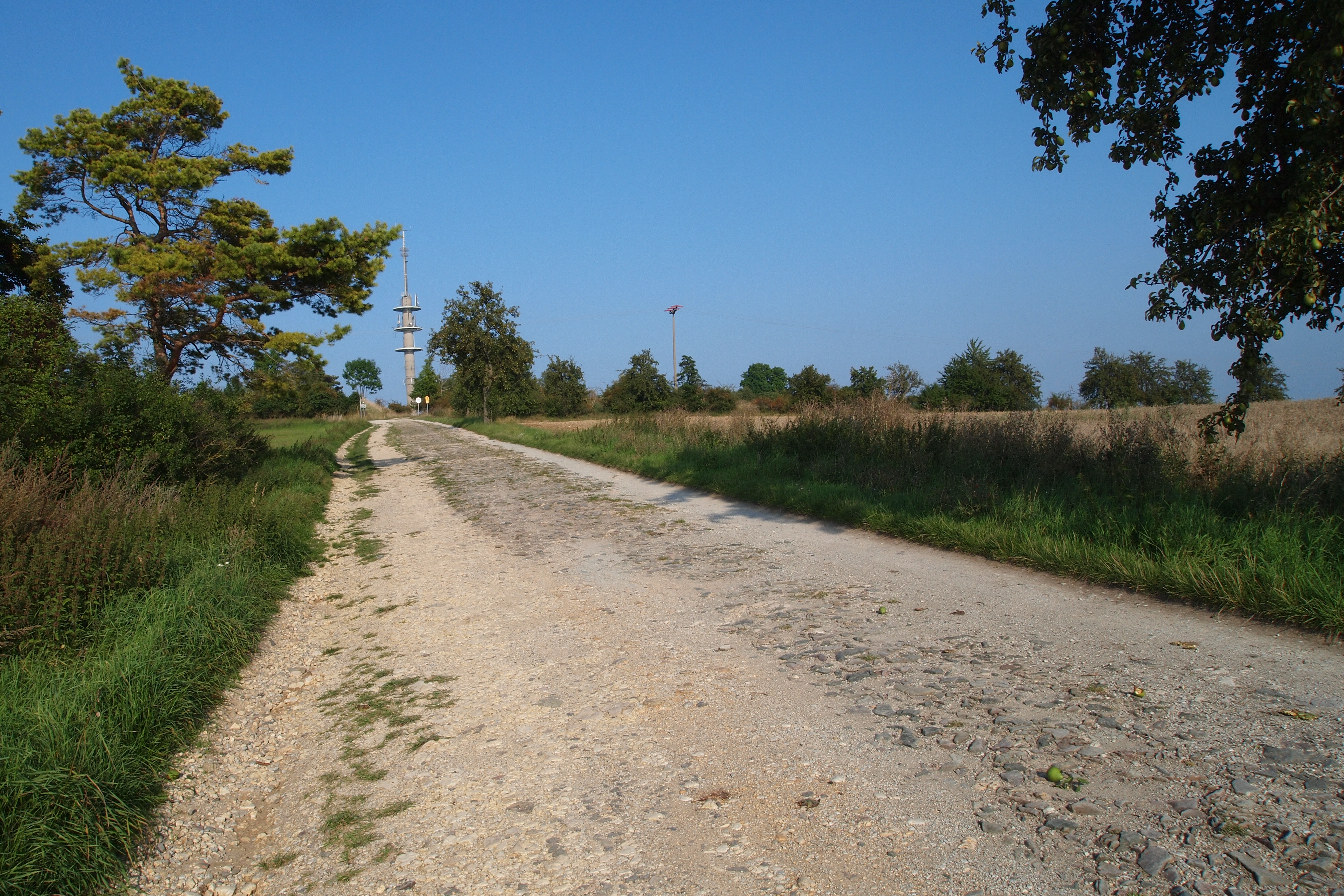
Unbefestigte Straße von Oßmaritz zum Cospoth (SHK-Kreisstraße 191)
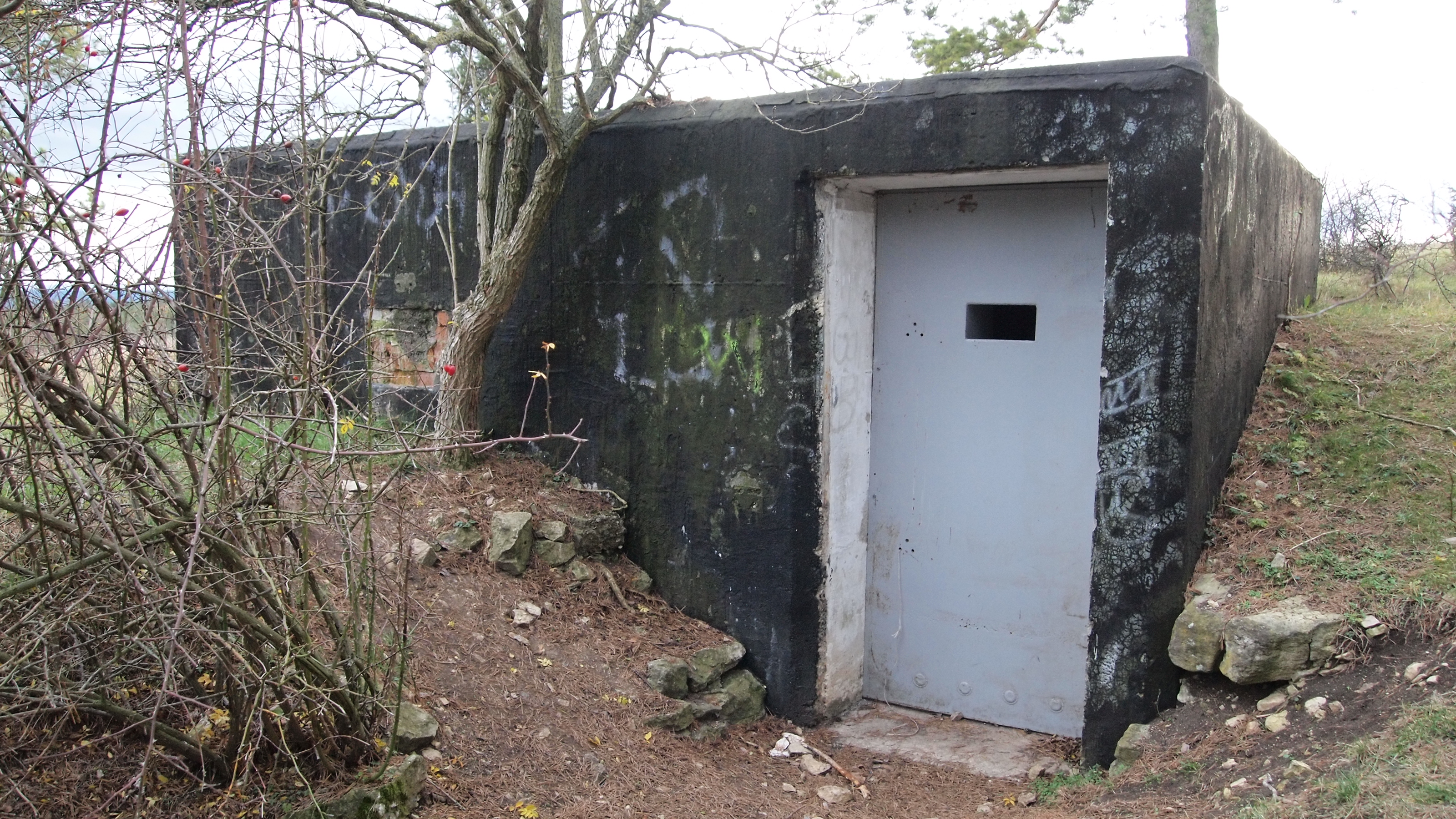
Unterstand für Verteidiger der DDR-Richtfunktechnik, Zustand 2012
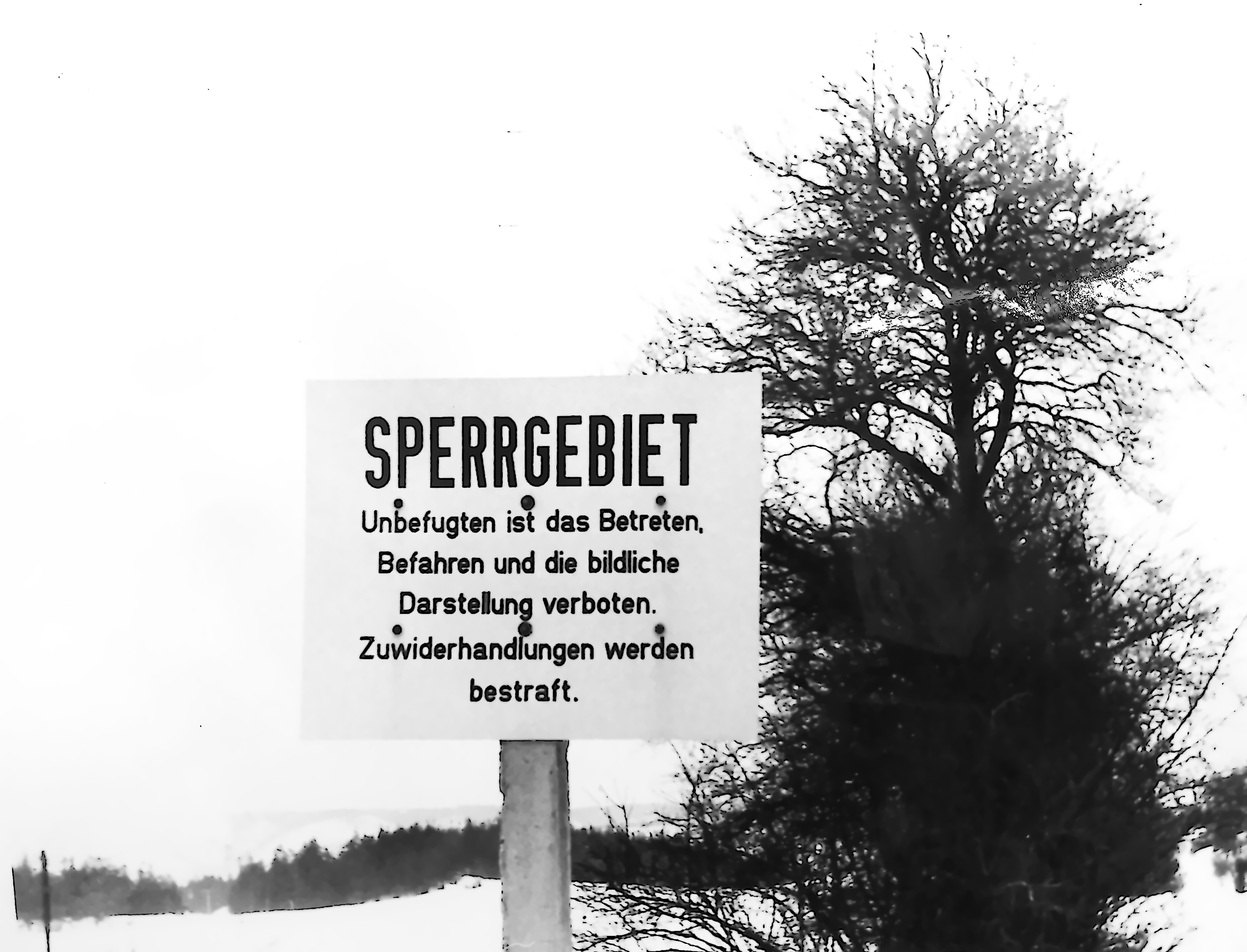
Sperrschild am Cospoth, 1977